# Beverly Morris
Pour les articles homonymes, voir Morris.
Beverly Morris est une karatéka britannique surtout connue pour avoir remporté l'épreuve de kumite individuel féminin moins de 60 kilos aux championnats d'Europe de karaté 1982, 1983, 1984 et 1985 ainsi qu'aux Jeux mondiaux 1985.

## Résultats
| Résultat           | Date | Épreuve                   | Catégorie | Compétition                | Ville hôte               |
| ------------------ | ---- | ------------------------- | --------- | -------------------------- | ------------------------ |
| Médaille d'or      | 1982 | Kumite individuel - 60 kg | Seniors   | Championnats d'Europe 1982 | Göteborg, en Suède       |
| Médaille de bronze | 1982 | Kumite individuel - 60 kg | Seniors   | Championnats du monde 1982 | Taipei, à Taïwan         |
| Médaille d'or      | 1983 | Kumite individuel - 60 kg | Seniors   | Championnats d'Europe 1983 | Madrid, en Espagne       |
| Médaille de bronze | 1984 | Kumite individuel - 60 kg | Seniors   | Championnats du monde 1984 | Maastricht, aux Pays-Bas |
| Médaille d'or      | 1984 | Kumite individuel - 60 kg | Seniors   | Championnats d'Europe 1984 | Paris, en France         |
| Médaille d'or      | 1985 | Kumite individuel - 60 kg | Seniors   | Championnats d'Europe 1985 | Oslo, en Norvège         |
| Médaille d'or      | 1985 | Kumite individuel - 60 kg | Seniors   | Jeux mondiaux 1985         | Londres, au Royaume-Uni  |